# Дварелішкяй (Расейняйський район)
Дварелішкяй (Dvareliškiai) — село у Литві, Расейняйський район, Ґіркалніське староство. 2001 року в Дварелішкяї проживало 54 людей. Неподалік знаходяться хутори Шікшняй та Пакалнішкяй, містечко Ґіркалніс, протікають річки Апусінас, Срайге, Шерупіс.

## Принагідно
- Dvareliškiai

| Литва | Це незавершена стаття з географії Литви. Ви можете допомогти проєкту, виправивши або дописавши її. |